# Benedetti (cognome)
Benedetti è un cognome di lingua italiana.

## Varianti
Benedet, Benedetta, Benedettelli, Benedettini, Benedettino, Benedetto, Benedettucci, De Benedetti, De Benedettis, De Benedetto, De Benedictis, De Benedittis, Di Benedetto, Dibenedetto.

## Origine e diffusione
Il cognome è diffuso in tutto il centro-nord Italia.
Potrebbe derivare dal prenome Benedetto o dal culto di santi con quel nome, come san Benedetto da Norcia.
In Italia conta circa 6949 presenze.
La variante Benedet è tipica di trevigiano, bellunese e pordenonese; Benedettelli ha ceppi a Grosseto, Osimo e Ancona; Benedetto compare in Piemonte e nell'Italia meridionale; Di Benedetto è presente in tutta Italia, principalmente nelle città metropolitane di Catania e Palermo; Benetti è prevalentemente veneto; Benettini è tosco-ligure; Benetton è soprattutto padovano e trevigiano; Benettoni probabilmente è dovuto ad errori di trascrizione; Benetto e Benedetta sono estremamente rari; De Benedictis è meridionale.

## Persone
- Carlo De Benedetti, imprenditore italiano